# 古伊科查

Caldera of Cuicocha

古伊科查（Cuicocha）是厄瓜多尔安地斯山脈科塔卡奇火山脚下的一个3公里（2英里）宽的破火山口和火山口湖。火山口是由大约3100年前的一次大规模火山爆發形成的，这次喷发产生了大约5立方公里的火山碎屑流，周围地区被覆盖在深达20厘米（8英寸）的火山灰中。火山噴發活动一直持续到公元650年。